# Emerald Dragon
Emerald Dragon (エメラルドドラゴン Emerarudo Doragon?) es un videojuego de rol desarrollado por Glodia que se estrenó para varias consolas en Japón. Fue comercializado para ordenadores domésticos PC-8801 y PC-9801 de NEC Corporation el 22 de diciembre de 1989, seguido de conversiones para Sharp X68000 (el 6 de diciembre de 1990), MSX2 (el 26 de diciembre del mismo año) y FM Towns (el 28 de mayo de 1992). El desarrollador Alfa System luego produjo versiones del videojuego para consolas de sobremesa para PC Engine en formato Super CD-ROM² (el 28 de enero de 1994) y Super Famicom (el 28 de julio de 1995). El videojuego cuenta con personajes y lugares basados en la mitología del Zoroastrismo.

## Jugabilidad
El videojuego utiliza una perspectiva elevada superior hacia abajo, donde los jugadores mueven al personaje controlable en dos dimensiones. A medida que los jugadores se mueven alrededor en un mapamundi, pueden encontrar batallas aleatorias, las cuales están basadas en un sistema de turnos por punto de tiempo: ambas acciones movimiento y ataques drenan parte de una barra en la parte superior de la pantalla, y el turno del personaje termina cuándo esta barra se agota por completo. Puntos de experiencia, los cuales se usan para subir el nivel de los personajes jugadores, se obtienen al derrotar enemigos.
Ataques más fuertes para el protagonista principal, Atorushan, estarán disponibles a través de recoger los objetos claves llamados las Gracias de Esmeralda. Estos lo transforman a un dragón para desencadenar un ataque potente, a cambio del coste de reducir su HP cuándo sea utilizado.

## Trama
Hace mucho tiempo, los dragones y los humanos vivieron en paz en la tierra de Ishbahn. Lord Tiridates, creyendo que la existencia de dragones entre humanos desafía a Ishbahn, coloca una maldición que mata a los dragones en el área. Algunos de los dragones (ahora en conjunto llamados la Tribu Dragón) logran huir y encontrar refugio en Draguria, donde una grieta dimensional impide a humanos cruzar hasta allí.
En el inicio del videojuego, un barco naufraga en la costa de Draguria. El protagonista, un joven de la Tribu Dragón llamado Atorushan busca la amistad del único pasajero superviviente, una niña humana que fue nombrada como Tamryn por el Dragón Blanco, el anciano sabio dirigente de la tribu. La chica es criada por los dragones de esta tierra, pero doce años más tarde, ella se marcha debido a que quiere encontrar felicidad con aquellos de su propia clase. Atorushan quiebra su cuerno izquierdo y se lo entrega como medio de invocarlo si ella necesitara asistencia.
Tres años después de este acontecimiento, Atorushan es convocado por el Dragón Blanco debido a que el cuerno antes mencionado había sido soplado. Concediéndole una escama plateada para protegerlo de perecer bajo la maldición de Ishbahn, el Dragón Blanco lo envía allí para atender la llamada de Tamryn.
Al llegar, Atorushan aprende que Ishbahn en su totalidad esta debajo el ataque de ejércitos de mal controlados por Tiridates. Para detenerlo y quitar la maldición mortal sobre esta tierra, él necesita encontrar las cinco Gracias de Esmeralda, tesoros de origen relacionado con los dragones que están esparcidos alrededor de la tierra, y así poder resucitar al Dragón Esmeralda, el más grande de todos los dragones destinados a traer un milagro.

## Personal

### Personal de la versión para PC
- Ventas: Casa Basho
- Productor: Hisashi Kato
- Escrito por: GLODIA
- Programación/especificaciones: Osamu Ikegame
- Aspecto visual final del programa de la 98.ª edición, etc.: Jun Mukai
- Aspecto visual de apertura del programa de la 68.ª Edición, etc.: Hiroyuki Kuwata
- Escenarios: Atsushi II
- Mapa principal: Mitsuru Takahashi
- Mapa sub: Hideyuki Amagi
- Diseño visual de personajes: Akihiro Kimura
- Personajes: Makoto Takahashi
- Música: Hiromi Okamura
- Música secundaria: Tenpei Sato
- Subdirector musical: Nobuhito Koise
- Arreglos de BGM en la versión de TOWNS: Takashi Nakamura

### Personal de la versión de PC Engine
- Producido y escrito por: MediaWorks, NEC Home Electronics
- Idea original: Atsushi Ii
- Imagen original: Akihiro Kimura
- Música: Yasuhiko Fukuda
- Supervisión: Shoji Masuda
- Programación visual/dirección: Hiromasa Iwasaki
- Diseño del sistema: Hiroshi Hasegawa
- Programación del sistema: Daisuke Takagi
- Programación de escenarios: Masayuki Akazawa, Yasumasa Konishi
- Depuración: Naoki Suda, Makoto Ando, Takashi Inoue, Hiromi Kanuma
- Gerente de programación: Tetsuya Sasaki
- Gráficos del mapa: Hiroshi Okada
- Gráficos de personajes: Atsushi Hayashida, Junko Yamamoto
- Gráficos de personajes de batalla: Hiroshi Hayashi, Tatsuya Nagata
- Gráficos visuales: Naomi Komatsubara, Soshi Nakazato, Yoichi Seki, Hironori Shirakura, Yuichi Sano, Yasuhide Sasakawa, Shinsuke Uchiyama, Nami Takayama, Ei Fujisawa
- Director técnico gráfico: Tomoo Yamane , Koichiro Kobayashi
- Efectos de sonido/ADPCM: Yuji Yoshikawa, Takuya Yasuda
- Corrección de ADPCM: Yumiko Morinaga
- PSGBGM: Ongaku kōbō
- Directores: Yasushi Matsumoto, Hirotada Hashimoto
- Productores ejecutivos: Takeshi Tanaka, Kiyoaki Yasuda
- Productores: Hajime Shimizu, Masao Takeuchi
- Relaciones públicas: Nobuyuki Kondo, Makoto Ando
- Personal de sistemas de NEC: Muchos
- Agradecimientos especiales: Muchos
- Cooperación de producción: Aoni Production Co., Ltd. , Alfa System Co., Ltd. , Ocarina System Co., Ltd., Geo Factory Co., Ltd., Slap Shot Co., Ltd., Mars Co., Ltd., Right Stuff Co., Ltd.

### Personal de la versión de Super Famicom
- Idea original: Atsushi Ii
- Productor Ejecutivo: Tsuguhiko Kadokawa
- Productores: Kozo Takahashi, Hajime Shimizu
- Planificación/Director: Osamu Sato
- Diseño de personajes/empaque/ilustración promocional: Akihiro Kimura
- Ilustraciones de empaque/promocionales: Sein-ryū, Atsuhiro Misaka
- Supervisión: Shoji Masuda
- Programación del sistema/programación de batallas: Daisuke Takagi
- Programación de eventos: Masayuki Akazawa, Yasumasa Konishi
- Programación de estado: Kazuhisa Miyazaki
- Programación de casino: Tsutomu Hagiwara
- Música: Yasuhiko Fukuda
- Efectos de sonido: Takuya Yasuda
- Diseño del mapa: Hiroshi Okada, Takeshi Umeda, Junko Yamamoto
- Diseño de objetos: Axiom Yokonuma, Yohei Ariyoshi, Tatsuya Nagata
- Diseño de casino: Shun Kazakami
- Relaciones públicas: Keiyo Shigetani
- Cooperación: Alfa System, Aoni Production , Slap Shot, HML, Hands Project, Bicycle, Dango Takeda (Gekidan Shinkansen)
- Agradecimientos especiales: Tetsuya Sasaki, Hiroshi Hasegawa, Koji Yamamoto, Masaaki Kokubun, Nao Okada, Satoko Tamura, Yuki Saito, Hiromi Kanuma, Yoshiteru Fujii, Satoru Kumagai, Koichi Nabeyama

## Recepción
Emerald Dragon mantiene una puntuación de 3.62/5 de 56 votos en el sitio web GameFAQs hasta la fecha de abril de 2020. Los YouTubers quiénes han reseñado el videojuego le han dado una calificación positiva, con el YouTuber SNES Drunk habiendo dicho del videojuego que "Yo no pensaría en Emerald Dragon como entre los rangos de los mejores juegos de rol que el SNES tiene que para ofrecer pero ciertamente es una obra interesante para jugar si quieres rascar esa comezón de JRPG" (5:00-5:08). El YouTuber Avalanche Reviews comentó sobre la traducción fan en inglés para la versión de Super Famicom que "Aparte de la novedad de ser un RPG japonés traducido recientemente, Emerald Dragon es también una estocada interesante en cambiar el formato RPG tradicional en algunas maneras menores pero muy eficaces. Si te has cansado de la selección reducida que nosotros los occidentales hemos recibido en el departamento RPG, Emerald Dragon puede ser exactamente lo qué estás buscando, no es un ejemplo asombroso de lo qué el género puede lograr pero es un cambio de ritmo divertido bien escrito y fundamentalmente bien digno de tu tiempo" (6:30-6:56).

## Legado
Akihiro Kimura exitosamente crowdfunded una serie secuela de audios titulada Elemental Dragoon en 2015. Está basada en ideas que estuvieron propuestas en su momento para una secuela de Emerald Dragon anteriormente durante la década 1990 pero nunca despegó del todo debido a inconvenientes aparentes sobre los derechos de autor (aunque Kimura y otros hicieron varios dōjinshis y novelas independientes que continuaron la historia durante los años siguientes). La serie estuvo diseñada para esquivar los inconvenientes sobre derechos de autor (enfocándose en personajes nuevos y cambiando ligeramente nombres como el título, aunque los personajes originales si aparecen incluidos al final) y con un poco de suerte permitirle así a Kimura generar el interés suficiente para una secuela verdadera para Emerald Dragon y recuperar sus derechos de autor.

## Obras relacionadas
Ga-Ryu GALLANT ROYALBLUE
Escrito por Atsushi Ii, ilustraciones de Akihiro Kimura. Una novela serializada en seis partes en la revista "Marukatsu PC Engine". Unos años después de la última versión para PC, representa la guerra que vuelve a caer sobre toda la tierra, incluyendo a Ishbahn y el pequeño país de los dragones. Tuvo novedades impactantes como el resurgimiento de Ostracon, la división de los Balaur, la muerte del Dragón Esmeralda, etc.
Ishbahn Senki
Un juego de rol de simulación con Ostracon como personaje principal. Se trata de una historia gaiden que representa la batalla entre el ejército demoníaco y la gente desde la perspectiva de Ostracon, y es una interpretación de estilo what if sobre Emerald Dragon. Se publicó un anuncio introductorio en la revista "GAME BLAST" (Softbank) sobre videojuegos para PC, pero debido a la ruptura de las negociaciones entre Atsushi Ii, quien se estaba enfocando en la producción del software del videojuego Seiya Monogatari para PC Engine, y la empresa de producción de la nueva interrumpió el desarrollo.
Elemental Dragon - 2tsu no hikari -
Un proyecto que retoma la historia 10 años después de esta obra, que Akihiro Kimura inició "de forma independiente" en 2015. Al igual que los dos trabajos anteriores, cuyo fin era lanzar la "secuela de Emerald Dragon" que no se ha realizado por varias razones, el objetivo es utilizar micromecenazgo y lanzar un primer CD drama. Al tratarse de una producción "independientemente", el personal original aparte de Kimura no está involucrado (hasta donde se anunció oficialmente).
Soichiro Hoshi, uno de los seiyūs que interpretó la versión para PC cuando era estudiante, participa como coproductor, y cuando se decidiera la producción del CD drama, planeaba dar "varios agradecimientos" a los inversionistas.
El micromecenazgo comenzó en el verano del mismo año y finalizó con éxito con un monto de apoyo de 7.745.669 yenes (221% del objetivo), que supera con creces el monto objetivo inicial de 3,5 millones de yenes. Fue lanzado el 27 de mayo de 2016.

## Evento
El 15 de septiembre de 2018 se llevó a cabo una exposición de las ilustraciones originales para esta obra y un programa de entrevistas de Akihiro Kimura en el Teatro Cocomaru en Kichijoji.